# Alexander Merkel
Alexander Merkel (în kazahă Александр Меркель; n. 22 februarie 1992) este un fotbalist kazaho-german aflat sub contract cu clubul Udinese.